# Satz von de Finetti
Der Satz von de Finetti (auch Darstellungssatz von de Finetti oder de Finetti’s representation theorem) ist ein Satz aus der Stochastik über austauschbare Familien von Zufallsvariablen benannt nach seinem Entdecker Bruno de Finetti.
Der Satz sagt, dass die Verteilung einer austauschbaren Folge von Bernoulli-verteilten Zufallsvariablen als ein Integral über bedingt unabhängige Bernoulli-verteilte Zufallsvariablen betrachtet werden kann.

## Formulierung des Satzes
Sei {\displaystyle (X_{i})} eine unendliche Folge von austauschbaren Bernoulli-verteilten Zufallsvariablen mit Parameter {\displaystyle p} und Dichte {\displaystyle \pi _{p}(x_{i})=p^{x_{i}}(1-p)^{1-x_{i}}} für {\displaystyle x_{i}\in \{0,1\}}. Dann existiert eine Wahrscheinlichkeitsverteilung mit Verteilungsfunktion {\displaystyle F}, so dass für jedes {\displaystyle N} und jede Realisierung {\displaystyle (x_{1},\dots ,x_{N})\in \{0,1\}^{N}} gilt:
{\displaystyle P(X_{1}=x_{1},\dots ,X_{N}=x_{N})=\int \prod \limits _{i=1}^{N}\pi _{p}(x_{i})\mathrm {d} F(p)=\int _{0}^{1}p^{m}(1-p)^{N-m}\mathrm {d} F(p)},
wobei {\displaystyle m=\sum _{i=1}^{N}x_{i}} die Anzahl „erfolgreicher“ Bernoulli-Versuche bei {\displaystyle N} Versuchen ist.

### Betrachtung als Gewichtung
Anders formuliert können wir auch sagen, es existiert eine Zufallsvariable {\displaystyle Y} auf {\displaystyle [0,1]} mit Verteilungsfunktion {\displaystyle F}, so dass die {\displaystyle (X_{1},\dots ,X_{N})} gegeben {\displaystyle Y} bedingt unabhängig sind, das heißt
{\displaystyle P(X_{1}=x_{1},\dots ,X_{N}=x_{N}\mid Y=p)=\prod \limits _{i=1}^{N}P(X_{i}=x_{i}\mid Y=p),}
wobei
{\displaystyle P(X_{i}=1\mid Y=p)=p}
für {\displaystyle i=1,\dots ,N} gilt.
Weiter gilt nach de Finettis Gesetz der großen Zahlen
{\displaystyle {\frac {1}{n}}\sum \limits _{i=1}^{n}X_{i}\to Y\quad {\text{fast sicher für }}n\to \infty }.